# Rodenkirchen (Kolonia)
Rodenkirchen, Köln-Rodenkirchen – dzielnica miasta Kolonia w Niemczech, w okręgu administracyjnym Rodenkirchen, w kraju związkowym Nadrenia Północna-Westfalia, na lewym brzegu Renu.